# Иллеш, Андрей Владимирович
Андре́й Влади́мирович И́ллеш (8 апреля 1949, Москва — 19 ноября 2011 года) — советский и российский журналист, писатель.
Работал в «Комсомолке», «Советской России», «Известиях» (в 1997—1999 годах — замглавреда), ИТАР-ТАСС (в 1999—2001 годах — замгендиректора), на REN-TV, на исходе жизни — колумнист «Московских новостей». Автор ряда книг.

## Биография
Внук венгерского писателя и революционера Белы Иллеша, сын журналиста Владимира Иллеша (1924—1997), мать — Татьяна Сергеевна (1923—1991).
Как писал «Советский спорт», его «многообещающую карьеру члена юношеской сборной по горнолыжному спорту сломала страшная травма. Она же дала старт блестящей журналистской карьере: первый материал в „Московском комсомольце“ он написал именно о горных лыжах, да так, что его автора тут же приняли в штат».
Окончил факультет журналистики МГУ. Затем работал корреспондентом в газетах «Комсомольская правда», «Советская Россия», «Воздушный транспорт».
В 1984 году перешёл в «Известия», в 1986 году стал редактором отдела информации, с 1997 года — заместитель главного редактора, в 1998 году возглавил подготовку воскресного цветного выпуска газеты. С 26 ноября 1999 года — член совета директоров ОАО «Редакция газеты „Известия“». С июля 1997-го по декабрь 1998 года — главный редактор издания «Неделя».
С января 1997 года одновременно вёл на телеканале REN-TV авторскую ежевечернюю информационно-аналитическую программу «Что случилось?».
С 1 января 1999 года — главный редактор службы информации REN-TV и одновременно заместитель гендиректора телекомпании по общественно-политическому вещанию.
В конце 1999 года стал руководителем службы новостей ИТАР-ТАСС, с ноября 1999-го по ноябрь 2001-го — заместитель генерального директора ИТАР-ТАСС.
В последние месяцы жизни сотрудничал с газетой «Московские новости», являлся соиздателем «Вестника цветовода», занимался проектом «Сородичи». Друг и коллега писателя и публициста Дениса Драгунского, который знал его больше 40 лет.
Умер после тяжёлой продолжительной болезни. Похоронен на Троекуровском кладбище рядом с родителями.
Супруга Елена Эвальдовна — дочь Эвальда Васильевича Ильенкова. Сын Иван, в прошлом — виджей телеканала «MTV Россия».

## Публикации
Автор сотен статей, нескольких книг, документальных — о катастрофе корейского «Боинга», Чернобыле, зарождавшейся в России мафии — «Красные крёстные отцы», а также мемуарных («Записки безбилетника», «Одинокий ловец на фоне быстрой воды»). Последняя книга — «Одинокий ловец на фоне быстрой воды». Книги переведены на несколько языков. Также писал сценарии.
- Андрей Иллеш, Андрей Пральников. Репортаж из Чернобыля. М., 1987.

## Признание и награды
Награждён орденами и медалями, в том числе и иностранными.
Лауреат премии «За мужество и мастерство». Лауреат премии Союза журналистов СССР и различных международных премий, премии Правительства РФ (2010) как редактор спецвыпуска «Известия-Победа». Автор первых репортажей из Чернобыля (с места аварии на Чернобыльской АЭС в 1986 году), которыми получил известность. Лауреат премии Правительства Российской Федерации (2010), премии Союза журналистов «Золотое перо России» (2011, посмертно).